# Аји Чаи мост
38° 07′ 02.04″ N 46° 15′ 52.6″ E / 38.1172333° С; 46.264611° И
Аји Чаи је мост од историјског значаја који премошћује реку Аји Чи северозападно од Табриза. Мост је некада повезивао Табриз са сјеверозападним деловима иранског Азербејџана и био је главна веза остатка државе са Турском и Русијом. Био је главна веза Пута свиле између истока и запада. Рушен је и обнављан више пута, најчешће због природних непогода или ратова. Последња већа реконструкција моста била је у деветнаестом вијеку током владавине гувернера Абаса Мирзе, док је архитекта био Хађ-Сеид-Хусеин. Мост је дугачак 105, а широк 5 m и састоји се од 16 лукова. Због великог броја рестаурација мост не припада одређеном архитектонском правцу. Три од укупно шеснаест лукова су полукружног облика, док су остали у цик-цак облику. Скорашња рестаурација моста је обављена од стране Иранске Организације за Културно Наслеђе(ИОЦХ), такође, мост је регистрован као иранско национално наслеђе под бројем 261.
У другој половини прошлог века, нови мост је саграђен до старог саобраћајног и транспортног моста. Данас је преко старог моста дозвољен само пешачки саобраћај. 